# كينسكوف
كينسكوف هي مدينة من مدن هايتي. يبلغ عدد سكانها 52,232 نسمة. يبلغ ارتفاع المدينة عن سطح البحر قرابة 1504 متر. تبلغ مساحتها 202.76 كم².